# Le Skblllz
Le Skblllz est une série de bande dessinée humoristique créée par Géri en 1966 pour le Journal de Tintin. Elle met en scène un animal bleu qui a de longs poils noirs, un langage incompréhensible et qui pond des œufs.

## Trame et historique de la série
Le Skblllz est un « étrange animal » au nom imprononçable, avec des poils très développés. Il passe son temps à pondre des œufs. Géri le met en scène à partir de 1966 dans le Journal de Tintin, dans des gags d'une page. Cette série humoristique paraît dans Tintin presque toutes les semaines de 1966 à 1968, puis se fait plus rare, jusqu'à une dernière apparition en 1977 dans l'édition belge, en 1979 dans l'édition française,.

## Popularité
Un des premiers fanzines porte son nom, Skblllz, publié par Patrick Pinchart dans les années 1970.

## Albums
Un album de ses gags est édité :
- Skblllz, éditions Pepperland, 1981.